# 玛格丽特·安·尼夫
玛格丽特·安·尼夫（英語：Margaret Ann Neve，1792年5月18日—1903年4月4日），娘家姓哈维，为第一位拥有记录女性超级人瑞，亦为继海尔特·阿德里安斯·博姆哈德后第二位经过验证活到110岁人。安·尼夫居于英吉利海峡根西岛圣彼得港。其亦为第一位被证实生命跨越三个世纪（18世纪－20世纪）人。
1925年8月20日，美国超级人瑞路易莎·西尔斯以110岁322天超越玛格丽特·安·尼夫纪录，成为拥有记录经过验证在世最长寿者。

## 參看
- 最长寿者#早期的超级人瑞（1954年前，已认证）[[[Wikipedia:格式手册/链接#章節|錨點失效]]]
- 讓娜·卡爾芒